# Щербенок, Денис Кондратьевич
Денис Кондратьевич Щербенок вариант имени Дионисий (1875 — ?) — крестьянин, депутат Государственной думы II созыва от Могилёвской губернии.

## Биография
Крестьянин села Палуж Палужской волости Чериковского уезда Могилёвской губернии. Выпускник народного училища. В 1903 приступил к обязанностям волостного старшины. В течение 12 лет служил на заводе в Юзовке Екатеринославской губернии. Позднее работал на Манчжурской железной дороге. Занимался земледелием на 4,5 десятинах надела и 4 десятинах собственной купленной земли. На момент выборов в Думу был внепартийным.
8 февраля 1907 избран во Государственную думу II созыва от общего состава выборщиков Могилевского губернского избирательного собрания. Вошёл в состав Конституционно-демократической фракции.
Дальнейшая судьба и дата смерти неизвестны.

### Рекомендуемые источники
- Российский государственный исторический архив. Фонд 1278. Опись 1 (2-й созыв). Дело 505; Дело 557. Лист 17 оборот.